# Lijst van Belgische ministers voor de Franse gemeenschap
Dit is een lijst van Belgische ministers voor de Franse Gemeenschap.

## Lijst
| Minister                      | Partij | Partij | Begin           | Einde            | Regering(en)                           | Bevoegdheid                                 |
| ----------------------------- | ------ | ------ | --------------- | ---------------- | -------------------------------------- | ------------------------------------------- |
| Michel Hansenne (1940)        |        | PSC    | 3 april 1979    | 17 december 1981 | Martens I, II, III en IV en M. Eyskens | Minister van de Franse Gemeenschap          |
| François Persoons (1925-1981) |        | FDF    | 3 april 1979    | 16 januari 1980  | Martens I                              | Staatssecretaris voor de Franse Gemeenschap |
| André Degroeve (1931-2014)    |        | PS     | 23 januari 1980 | 18 mei 1980      | Martens II                             | Staatssecretaris voor de Franse Gemeenschap |
| Albert Demuyter (1925-2011)   |        | PRL    | 18 mei 1980     | 22 oktober 1980  | Martens III                            | Staatssecretaris voor de Franse Gemeenschap |
| José Desmarets (1925-2019)    |        | PSC    | 22 oktober 1980 | 17 december 1981 | Martens IV en M. Eyskens               | Adjunct-minister voor de Franse Gemeenschap |